# Somogygeszti
Somogygeszti là một thị trấn thuộc hạt Somogy, Hungary. Thị trấn này có diện tích 21,71 km², dân số năm 2010 là 479 người, mật độ 22 người/km².